# シャンパン社会主義者

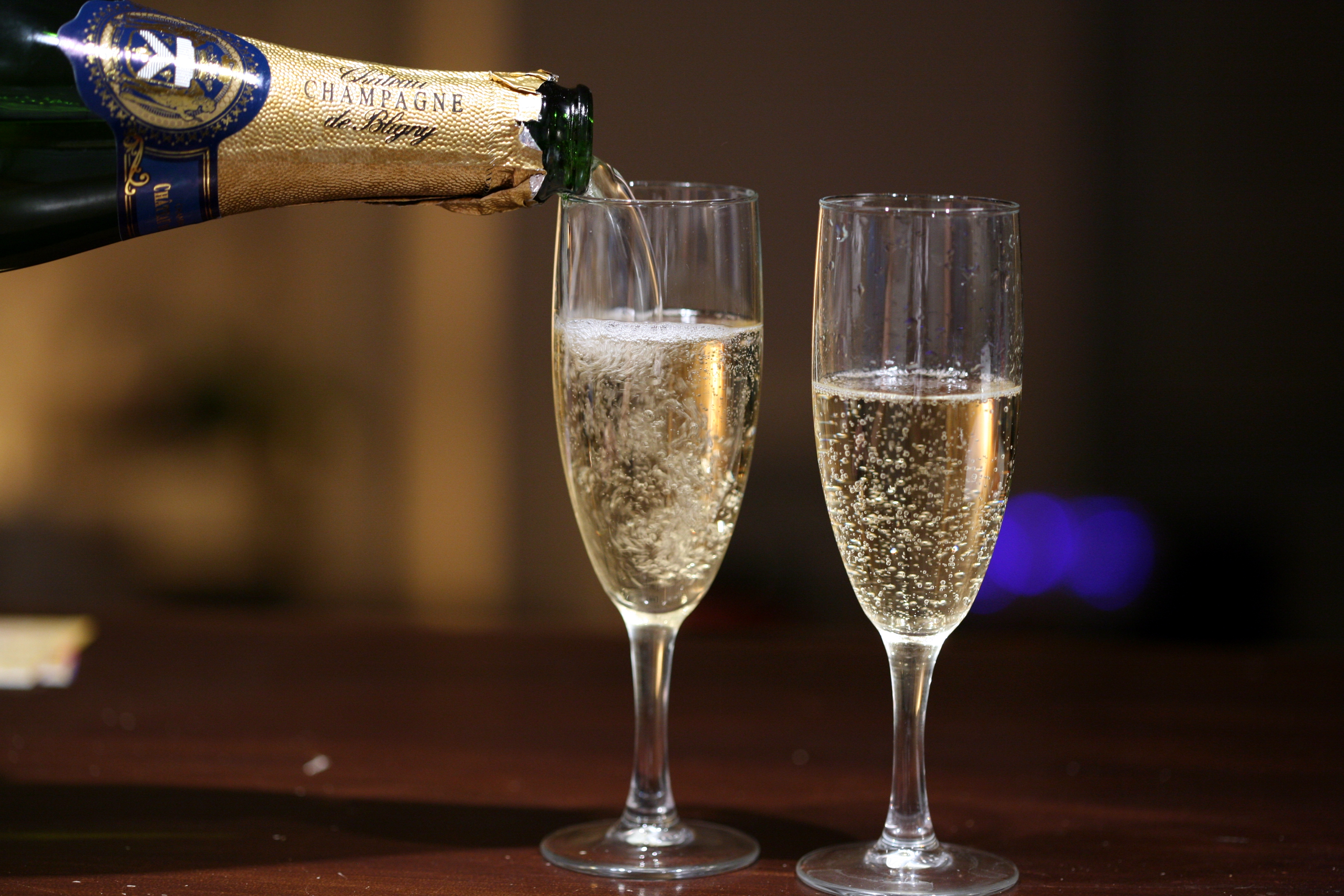
この用語は豊かさの象徴としてシャンパンを参照している。

シャンパン社会主義者（シャンパンしゃかいしゅぎしゃ、英: Champagne socialist）は、イギリスで一般的に使用される政治用語である。これは偽善の程度を示唆する人気のある形容語句であり、リベラルエリートの概念と密接に関連している。この語句は、自称アナキスト、共産主義者、社会主義者を描写するために使用され、彼らの贅沢なライフスタイル（換喩的にシャンパンの消費を含む）が表面上彼らの政治的信念と矛盾していることを指す。各国に類義語がある。
これは、彼らの主張を支持層に向けた人気取りのための偽善の飾りとして、リベラル言論する者の主張と実態の乖離に関連している 。彼等はその国の中で高所得者層又は富裕層に分類される身であり、家賃が高く貧困層どころか中間層も住めないような建物や世田谷区内の高級住宅街区画のようなところに住みながら、世の中はどうしてこんなに不平等なのだろうと発信している。

## イギリス

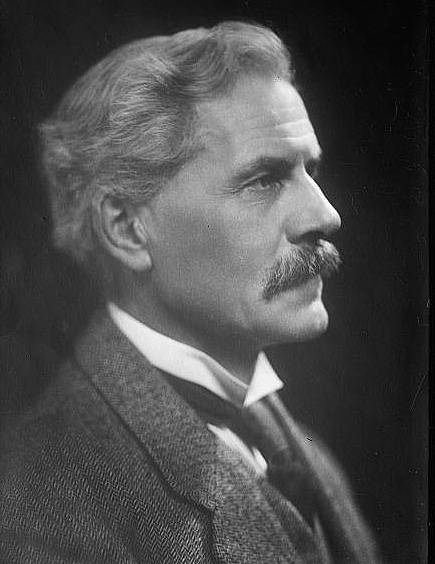
イギリスの首相ラムゼイ・マクドナルド

この用語は、左翼の評論家によって中道の見解を批判するために使用されてきた。一部の伝統的な左翼は、最初の労働党の首相であるラムゼイ・マクドナルドを、労働運動を裏切った「シャンパン社会主義者」とみなしている。マクドナルドの贅沢なライフスタイルと上流社会との交流は、1931年の労働党政権の終わりと最終的な国民政府の形成につながった腐敗的な影響だとされている。最近では、この形容語句は1997年にトニー・ブレアを権力の座につかせたニュー・レイバー運動の支持者に向けられている。
オスカー・ワイルドの1891年のエッセイ「社会主義下の人間の魂」に関する記事で、政治評論家のウィル・セルフは、ワイルドの唯美主義的なライフスタイルと社会主義的傾向のため、彼を初期のシャンパン社会主義者とみなせるという見解を表明した。
作家で労働党支持者のジョン・モーティマーは、シャンパン社会主義者だと非難された際、「むしろボランジェボルシェヴィキと思われたい」と述べた。
イギリスのテレビコメディアブソリュートリー・ファビュラスの第4シリーズで、サフロンはニュー・レイバーでの仕事を提供される。彼女はシャンパン社会主義者とみなされないように苦心するが、彼女の祖母は家族を「ボリー・ボルシェヴィキ」とみなしている。
この呼称は、多額の個人資産を理由に、労働党政治家のジェフリー・ロビンソン議員にも適用されている。歌手のシャルロット・チャーチは自身を「プロセッコ社会主義者」と表現している。これはプロセッコやカバなど、シャンパン以外のスパークリングワインの人気の高まりと価格帯の低さを指している。
イギリスでは、この用語はしばしば批評家によって左翼的な政治的見解を持つ人々を軽蔑するために使用される。この議論は、シャンパン社会主義者が贅沢なライフスタイルを楽しみながら左翼的な見解を唱えていると主張する。一例として、典型的にインナー・ロンドンに住み、ハイブロウなメディアを消費する労働党支持者が挙げられる。
この用語の使用は、キャトリン・モランによって誤謬的な議論として批判されている。彼女は、この用語が貧困層のみが社会的不平等について意見を表明できるという前提に基づいていると主張している。

## オーストラリアとニュージーランド
オーストラリアとニュージーランドでは、「シャルドネ社会主義者」という変形が使用された。シャルドネが裕福な人々の飲み物とみなされていたためである。1990年代後半までに、シャルドネはオーストラリアでより容易に入手可能になり、一般的に消費されるようになった。今日では、同国で生産される白ワイン品種の中で最も優勢である。その結果、この飲み物のエリート主義との関連は薄れている。
強固なオーストラリアの右翼派も、「中産階級の福祉」と彼らが考えるものを支持する人々を嘲笑するためにこの用語を使用した。これには芸術への政府資金、無償の高等教育、オーストラリア放送協会が含まれる。

## アメリカ合衆国
カレント・アフェアーズは、高価な衣装を着てマルクス主義の集まりでシャンパンを飲む客を描いた政治漫画を含む軽妙な記事を掲載した。主な論点は、贅沢品が平等に共有される限り、見せびらかしの消費は本質的に左翼的価値観と相反するものではないというものだった。同誌はこう述べている。「我々がケーキを食べさせようと言うとき、我々は真剣だ。ケーキがなければならず、それは良いケーキでなければならず、そして全ての人がそれを手に入れなければならない。マリー・アントワネットが斬首される必要があった理由は、彼女が貧しい人々にケーキを望んだからではなく、実際に彼らに何も与えなかったからだ」。
この用語は、アメリカの作家ジョージ・キャリー・エグルストンの1906年の小説『Blind Alleys』に登場する。この作品は、「全ての人を自分の低い生活水準に引き下げたがる」「ビール社会主義者」と、「全ての人が自分に適した高い水準で平等になることを望むが、シャンパン、ウミガメ、トリュフが全員分には足りないという事実を完全に無視している」「シャンパン社会主義者」を区別している。
リバタリアン雑誌リーズンの2021年の記事で、ジェイソン・ブレナンとクリストファー・フレイマンは、バーニー・サンダース、エリザベス・ウォーレン、政治評論家のハサン・ピカーをいわゆる「シャンパン社会主義者」として嘲笑した。この記事で、ブレナンとフレイマンは、これらの「社会主義の象徴的人物」が個人の富をほとんど支持する大義に寄付せず、代わりに増税を求めたとして、「口を開く前に財布を開くべきだ」と非難している。サンダースとピカーの場合、ブレナンとフレイマンは彼らの過度に豪華な生活環境を批判し、ウォーレンは自身が提唱する大義に純資産のごくわずかしか寄付していないことを非難している。
アメリカ合衆国では1969年のニューヨーク市長選で｢リムジン・リベラル｣という言葉が最初に使われた。ハリウッドのセレブなどに見られる、環境保護のためと自転車を勧めながら自身は自家用機、動物愛護団体支持を表明しながら高級な革のベルトや靴を愛用しているなど、リベラルな主張と行動が伴っていない人々を批判する言葉となっている。後に彼らへの嫌悪や反発が、ドナルド・トランプを大統領へ当選させた要因の一つになっている。対抗候補だったヒラリー・クリントンは、｢リムジン・リベラル｣の代表格のように認識されているため、大統領選期間中にアメリカの有権者の多数派にウォール街と闘う姿勢を最後まで信じてもらなかった。
「民主的社会主義者」を自任している バーニー・サンダース議員は、貧困層を支持層にしている典型的なリムジン・リベラルと指摘されている。彼はアメリカ合衆国でも上位1％の超富裕層であるとともに、サンダース夫妻の収入は米国の家庭の所得平均の9倍であり、自身が批判した勝者一人占め社会における成功公式の下で稼いで高級車にも乗っている。そのため、左派作家のクリスティーン・テイトは、「熱心に働く人を侮辱した。」と批判している。
サンダースと同じように民主党の連邦上院議員であるエリザベス・ウォーレンもシャンパン社会主義者などの非難を受けている。
元副大統領から環境活動家に転じたアル・ゴアは環境対策を訴える一方、自身は自家用ジェットや一般家庭の20倍もエネルギーを使うと報じられた豪邸を持っていたことから批判された。

## 韓国
統一日報や東亜日報などは代表的な江南左派として、株だけで15億ウォン（約1.5億円）の資産を持つ共に民主党の李在明、後に数々の自己の主張と矛盾した実生活が発覚することになるチョ・グクソウル大教授（文在寅政権で大統領府民情首席秘書官、法務部長官を歴任）をあげている。

## フランス
これらの言葉とは意味や定義において同一ではないが、フランスの経済学者トマ・ピケティは、庶民の経済問題や格差問題に冷淡な一方でアイデンティティ政治には熱心で、左派政党に投票する高学歴者のことを、インドのカーストの頂点に位置するバラモンに喩え「バラモン左翼」と呼んでいる。ピケティによれば、1950年代～80年代においては高学歴者や富裕層など恵まれた階層は保守や右派政党に投票していた。だが80年代以降は、富裕層は変わらず保守政党に投票しているものの、高学歴層は左派政党に投票するようになったという。またバラモン左翼と一対を成す言葉として、右派政党に投票する富裕層を「商売右翼」と呼んでいる。

## その他の関連用語
この用語は、アメリカの「リムジン・リベラル」、「リアジェット・リベラル」、または「ハリウッド・リベラル」という用語や、他の言語の慣用句、例えばフランス語とスペイン語とポーランド語の「キャビア左翼」、ポルトガル語の「エスケルダ・カビアール」、ドイツ語の「サロン社会主義者」、イタリア語の「ラディカル・シック」、スウェーデン語の「赤ワイン左翼」と広く類似している。トルコでは、「ジハンギル左翼」（トルコ語：ジハンギル・ソルジュス）が一般的に使用される。ジハンギルはイスタンブールのベイオウルにある高所得層の地域だからである。ただし、「シャンパン社会主義者」も使用される。その他の関連用語には、「ハムステッド・リベラル」、「グッチ社会主義者」、「グッチ共産主義者」、「ニーマン・マルクス主義者」、「カシミア共産主義者」、アイルランドでは「スモークサーモン社会主義者」、韓国の「江南左派（ko:강남좌파）」、日本の上念司が提唱している「世田谷自然左翼」、高山正之・阿比留瑠比が提唱している「リベラル全体主義」、トマ・ピケティが提唱する「バラモン左翼」、ドイツの「トスカーナ分派（de:Toskana-Fraktion)」などがある。
いずれの言葉も概ね似通った性質を持つ語が使われている。シャンパンは高級発泡ワイン、キャビアとシャルドネ（高級ワインの原材料となるブドウの品種）は高級食材、江南と世田谷は高級住宅地、イタリアのトスカーナは高級リゾート地、リムジンは高級車、バラモンは上流階級という具合に、富裕層や上流階級が好む高級なものと「左翼、左派、リベラル」という言葉を組み合わせた熟語になっている。